# Gustav Kilian
Gustav Kilian, (Luxemburgo, 3 de noviembre de 1907 - Dortmund, 19 de octubre de 2000) fue un ciclista alemán, que se especializó en las carreras de seis días de las cuales consiguió 34 victorias, 29 de las cuales haciendo pareja con Heinz Vopel. La mayoría fueron pruebas en los Estados Unidos y en Canadá. En 1948 adquirió la nacionalidad luxemburguesa, y en 1951 recuperó la nacionalidad alemana.

## Palmarés
- 1934

1º en los Seis días de Cleveland (con Werner Miethe y Heinz Vopel)
- 1935

1º en los Seis días de Chicago (con Heinz Vopel)
1º en los Seis días de Montreal 1 (con Heinz Vopel)
1º en los Seis días de Nueva York (con Heinz Vopel)
1º en los Seis días de Pittsburgh (con Heinz Vopel)
1º en los Seis días de Montreal 2 (con Heinz Vopel)
- 1936

1º en los Seis días de Milwaukee (con Heinz Vopel)
1º en los Seis días de Nueva York (con Heinz Vopel)
1º en los Seis días de Chicago (con Heinz Vopel)
1º en los Seis días de Montreal (con Heinz Vopel)
1º en los Seis días de Londres (con Heinz Vopel)
- 1937

1º en los Seis días de Cleveland (con Heinz Vopel)
1º en los Seis días de Milwaukee (con Heinz Vopel)
1º en los Seis días de Saint Louis (con Heinz Vopel)
1º en los Seis días de Indianápolis (con Heinz Vopel)
1º en los Seis días de Montreal (con Heinz Vopel)
1º en los Seis días de Nueva York (con Heinz Vopel)
1º en los Seis días de Chicago (con Heinz Vopel)
1º en los Seis días de Buffalo (con Heinz Vopel)
- 1938

1º en los Seis días de Cleveland (con Heinz Vopel)
1º en los Seis días de Chicago 1 (con Heinz Vopel)
1º en los Seis días de Nueva York (con Heinz Vopel)
1º en los Seis días de Chicago 2 (con Heinz Vopel)
1º en los Seis días de Buffalo (con Bobby Thomas)
- 1939

1º en los Seis días de Milwaukee (con Heinz Vopel)
1º en los Seis días de San Francisco (con Heinz Vopel)
1º en los Seis días de Buffalo (con Cecil Yates)
1º en los Seis días de Chicago (con Bobby Thomas)
- 1940

1º en los Seis días de Columbus (con Henry O'Brien)
1º en los Seis días de Cleveland (con Heinz Vopel)
- 1941

1º en los Seis días de Buffalo (con Heinz Vopel)
- 1950

1º en los Seis días de Hannover (con Heinz Vopel)
1º en los Seis días de Münster (con Jean Roth)
- 1951

1º en los Seis días de Berlín (con Heinz Vopel)